# Ekmeleddin İhsanoğlu
Ekmeleddin Mehmet İhsanoğlu (ur. 26 grudnia 1943 w Kairze) – turecki historyk nauki, nauczyciel akademicki, dyplomata i polityk, profesor, sekretarz generalny Organizacji Współpracy Islamskiej (2005–2014), deputowany, kandydat w wyborach prezydenckich.

## Życiorys
W trakcie studiów pracował w Bibliotece Narodowej i Archiwum Egiptu w Kairze. W 1966 ukończył studia na wydziale nauk Uniwersytetu Ajn Szams. Podjął pracę naukową na muzułmańskim Uniwersytecie Al-Azhar, na którym w 1970 uzyskał magisterium z chemii organicznej. Prowadził wykłady z języka i literatury tureckiej na Uniwersytecie Ajn Szams, pracował też na Uniwersytecie İnönü oraz na Uniwersytecie w Ankarze; doktoryzował się w 1974. W latach 1975–1977 odbył studia podoktoranckie na University of Exeter. W latach 1974–1980 zasiadał w radzie do spraw praw autorskich i tłumaczeń działającej w ministerstwie kultury. W 1984 uzyskał profesurę.
W 1980 został dyrektorem generalnym nowo powstałego centrum badań nad historią, sztuką i kulturą islamu (IRCICA), założonego jako instytucja Organizacji Konferencji Islamskiej. Instytucją tą kierował przez 24 lata. W 1984 założył katedrę historii nauki na Uniwersytecie Stambulskim, a w 1989 współtworzył tureckie towarzystwo historii nauki. W latach 90. wchodził w skład rady doradczej Centre for Middle Eastern Studies na Uniwersytecie Harvarda. Od 2001 przez kilka lat kierował Międzynarodową Unią Historii i Filozofii Nauki. W styczniu 2005 objął funkcję sekretarza generalnego Organizacji Konferencji Islamskiej (przemianowanej w 2011 na Organizację Współpracy Islamskiej); sprawował ją do 2014.
Autor licznych publikacji książkowych i artykułów dotyczących historii nauki, tureckiej kultury, relacji między światem islamu i światem zachodnim oraz stosunków turecko-arabskich.
W 2014 wystartował w wyborach prezydenckich. Jego kandydaturę wsparły m.in. socjaldemokratyczna Republikańska Partia Ludowa (CHP) i nacjonalistyczna Partia Narodowego Działania (MHP). Wybory zakończyły się zwycięstwem Recepa Tayyipa Erdoğana w pierwszej turze; Ekmeleddin İhsanoğlu zajął drugie miejsce z wynikiem około 38% głosów. W wyborach z czerwca 2015 i listopada 2015 z ramienia MHP uzyskiwał mandat posła do Wielkiego Zgromadzenia Narodowego Turcji, w którym zasiadał do 2018.
Wyróżniony m.in. medalem Médaille Alexandre-Koyré nadawanym przez Międzynarodową Akademię Historii Nauki.

## Życie prywatne
Żonaty; ojciec trójki dzieci.